# Szilágyi Zsófia (filmrendező)
Szilágyi Zsófia (Budapest, 1978. december 23. –) magyar filmrendező, forgatókönyvíró. Első nagyjátékfilmje, az Egy nap, a nemzetközi kritikusok díját nyerte a 2018-as cannes-i fesztiválon.

## Életpályája
Szilágyi Zsófia 2002-ben végzett a Pécsi Tudományegyetemen. 2002 és 2007 között a Színház- és Filmművészeti Egyetemen film- és televíziórendezők szakán folytatta tanulmányait; Enyedi Ildikó és Gothár Péter osztályában végzett. Diplomamunkája a végzős hallgatók által közösen készített Budapest ostroma dokumentumfilm-sorozat egyik része volt.
2006-ban készítette el Semleges hely című, 15 perces kisjátékfilmjét Láng Annamária és Kamarás Iván főszereplésével; a 39. Magyar Filmszemle „K5 blokkjában” bemutatott alkotással felhíva magára a filmes szakma és kritikusok figyelmét.
2007 és 2009 között Enyedi Ildikó mellett volt tanársegéd az egyetemen, közben elvégezte a színháztudományi szakot.
2011-ben megnyerte a hamburgi Goethe Intézet ösztöndíját. 2014 és 2016 között Enyedi Ildikó munkatársa a Testről és lélekről című filmben. Közben kisjátékfilmeket írt és rendezett, szereplőválogatást végzett Nagy Dénes Lágy eső című kisfilmjéhez (2013), és Horváth Lili Szerdai gyerek című filmdrámájához (2015).
Első nagyjátékfilmje, a Filmalap Inkubátor Programjának támogatásával, Szamosi Zsófia főszereplésével készült Egy nap, 2018-ban bekerült a cannes-i 57. Kritikusok Hetének válogatásába.
Alapító tagja a Castorp Filmes Képzőműhely néven 2021 szeptemberében induló mentorálási programnak, amelynek keretében Kárpáti György Mór, Moll Zoltán és Szőcs Petra rendezőkel, valamint Kereszty Róza producerrel közösen egyéves gyakorlati képzésben segítenek fiatal író-rendezőket egyéni alkotói hangjuk megtalálásában.

## Filmjei
- 2004 – videóklip az SZFE 5 szkeccsfilmhez (rendező)
- 2006 – Lépcsőpróba (kisjátékfilm) (rendező)
- 2006 – Hév (kisfilm) (rendező)
- 2006 – Semleges hely (rendező, forgatókönyvíró)
- 2007 – Budapest ostroma III. (dokumentumfilm-sorozat része) (rendező)
- 2008 – Öltöző (kisjátékfilm) (rendezőasszisztens)
- 2008 – Pánik (kisjátékfilm) (rendezőasszisztens)
- 2009 – Riport (kisjátékfilm) (rendezőasszisztens)
- 2010 – Hidegzuhany (kisjátékfilm) (rendezőasszisztens)
- 2011 – Fogságban  (rendező, vágó)
- 2013 – Lágy eső (kisjátékfilm) (szereposztó rendező)
- 2014 – Ha bírsz (televíziós dokumentumfilm) (rendező, forgatókönyvíró)
- 2015 – Publieke werken (másodstáb rendezőasszisztens)
- 2016 – Szerdai gyerek (szereposztó rendező)
- 2017 – Testről és lélekről (rendező munkatársa)
- 2018 – Egy nap (nagyjátékfilm) (rendező, forgatókönyvíró)
- 2018 – Napszállta (szereposztó munkatárs)
- 2020 – Felkészülés meghatározatlan ideig tartó együttlétre (szereposztó rendező)
- 2024 – Január 2.  (rendező)

## Díjai
- 2011 – 42. Budapesti Függetlenfilm Szemle – zsűri díja (Fogságban)
- 2011 – 58. Országos Független Filmfesztivál – különdíj (Fogságban)